# Comitas elegans
Espèce
Comitas elegans est un genre de mollusques gastéropodes marins de l'ordre des Neogastropoda et de la famille des Pseudomelatomidae.
Elle est trouvée dans le Golfe d'Aden.